# Masirana bandoi
Espèce
Synonymes
- Leptoneta bandoi Nishikawa, 1986

Masirana bandoi est une espèce d'araignées aranéomorphes de la famille des Leptonetidae.

## Distribution
Cette espèce est endémique de Shikoku au Japon,.

## Description
Cette espèce troglobie est anophtalme.

## Publication originale
- Nishikawa, 1986 : A new eyeless leptonetid spider from an abandoned conduit in northeastern Shikoku, southwest Japan. Journal of the Speleological Society of Japan, vol. 11, p. 30-33.